# 洞口治夫
洞口治夫（ほらぐち はるお、1959年2月19日- ）は、日本の経営学者。経済学博士（1991年）。法政大学教授。長野県生まれ。

## 略歴
1982年法政大学経済学部卒業。1986年同大学院社会科学研究科経済学専攻修士課程修了、1991年東京大学大学院経済学研究科応用経済学専攻博士課程修了、「海外直接投資研究 アジアにおける日系企業の参入と退出」で経済学博士、同年法政大学経営学部専任講師となり、1993年助教授、1999年教授となる。1992年『日本企業の海外直接投資』で日経・経済図書文化賞受賞。1994-96年、フルブライト奨学金によりハーバード大学経済学部客員研究員。

## 著書
- 『日本企業の海外直接投資 アジアへの進出と撤退』東京大学出版会 1992
- 『グローバリズムと日本企業 組織としての多国籍企業』東京大学出版会 2002
- 『集合知の経営 日本企業の知識管理戦略』文眞堂 2009

### 共編著
- 『グローバル・ファイナンス 大競争時代の経営と金融』林直嗣共編著 日本経済評論社 1998
- 『現代経営学入門 21世紀の企業経営』藤村博之共編著 ミネルヴァ書房 2001
- 『経営学のフィールド・リサーチ 「現場の達人」の実践的調査手法』小池和男共編 日本経済新聞社 2006
- 『大学教育のイノベーター 法政大学創立者・薩た正邦と明治日本の産業社会』法政大学イノベーション・マネジメント研究センター共編 書籍工房早山 図書新聞 (発売)2008
- 『入門・経営学 はじめて学ぶ人のために』行本勢基共著 同友館 2008
- 『ファカルティ・ディベロプメント 学部ゼミナール編』編著 白桃書房 2008
- 『国際経営 新訂』原田順子共編著 放送大学教育振興会 2013

## 翻訳
- フィリップ・コトラー,ヘルマワン・カルタジャヤ, ホイ・デンフアン『ASEANマーケティング 成功企業の地域戦略とグローバル価値創造』監訳 山田郁夫訳 マグロウヒル・エデュケーション 2007

## 論文
- ＜洞口治夫